# Kuznyecov Szergej
Kuznyecov Szergej (Harkov, 1982. augusztus 31. –) ukrán labdarúgó, edző. Az orosz bajnokságban magyarként volt regisztrálva, magát orosz származású[forrás?] magyarnak vallja. A Szovjetunióban született, de Magyarországon nőtt fel.

## Edzői pályafutása
2020 októberétől a Panathinaikósz pályaedzője volt Bölöni László mellett, 2021-ig.
Első vezetőedzői megbízatása a Diósgyőri VTK csapatánál volt, 2022 és 2024 között. 2024. február 24. és 2024. április 24. között a Győri ETO vezetőedzője volt.

### Edzői statisztika
Utolsó elszámolt mérkőzés dátuma: 2024. április 22.
| Csapat                       | –tól                 | –ig               | Statisztika | Statisztika | Statisztika | Statisztika | Statisztika | Statisztika | Statisztika | Statisztika |
| Csapat                       | –tól                 | –ig               | M           | GY          | D           | V           | RG          | KG          | GK          | GY %        |
| ---------------------------- | -------------------- | ----------------- | ----------- | ----------- | ----------- | ----------- | ----------- | ----------- | ----------- | ----------- |
| Szpartak Moszkva (megbízott) | 2019. szeptember 29. | 2019. október 13. | 1           | 0           | 0           | 1           | 1           | 2           | –1          | 0%          |
| Diósgyőri VTK                | 2022. augusztus 24.  | 2024. január 31.  | 53          | 35          | 6           | 12          | 105         | 59          | +46         | 66,03%      |
| Győri ETO                    | 2024. február 24.    | 2024. április 24. | 8           | 4           | 0           | 4           | 11          | 8           | +3          | 50%         |
| Összesítve                   | Összesítve           | Összesítve        | 62          | 39          | 6           | 17          | 117         | 69          | +48         | 62,90%      |

## Sikerei, díjai

### Játékosként
Jokerit
- Finn labdarúgó-bajnokság ezüstérmes: 2000

 Ferencváros
- Magyar labdarúgó-bajnokság bajnok: 2002–03
- Magyar labdarúgó-bajnokság bronzérmes: 2000–01, 2001–02
- Magyar labdarúgókupa győztes : 2002–03

 Homel
- Fehérorosz labdarúgó-bajnokság bajnok: 2003

 Sheriff Tiraspol
- Moldáv labdarúgó-bajnokság bajnok: 2003–04

 Vėtra
- Litván labdarúgó-bajnokság bronzérmes: 2006
- Litván labdarúgó-bajnokság gólkirály: 2006

 Szevasztopol
- Ukrán labdarúgó-bajnokság (másodosztály) gólkirály: 2012–13

## Magánélete
Édesapja, Szerhij szintén magyar bajnok labdarúgó a Ferencváros csapatával. Két fia, Daniel  és Dominik a DVTK Labdarúgó Sportakadémia növendéke.

## Fordítás
- Ez a szócikk részben vagy egészben  a   Serhiy Kuznetsov (footballer born 1982) című angol Wikipédia-szócikk fordításán alapul.  Az eredeti cikk szerkesztőit annak laptörténete sorolja fel. Ez a jelzés csupán a megfogalmazás eredetét és a szerzői jogokat jelzi, nem szolgál a cikkben szereplő információk forrásmegjelöléseként.